# LABYRINTH TAKAO KISUGI with PAUL MAURIAT
『LABYRINTH TAKAO KISUGI with PAUL MAURIAT』（ラビリンス たかおきすぎ ウィズ ポールモーリア）は、1985年にリリースされた来生たかおの映像作品（VHS〈規格品番：CSMV-0049〉/VHD〈規格品番：VHM-58075〉/LD〈規格品番：SM058-0043〉）。

## 概要
来生は、1984年に開催されたポール・モーリアの来日公演の、11月23日（東京都・NHKホール）、12月2日（大阪府・大阪フェスティバルホール）にゲスト出演し、本作品は後者の模様とイメージ映像で構成されている。なお、2010年現在、DVD化されていない。
指揮はポール・モーリア、演奏はポール・モーリア・オーケストラによって担われている。来生がピアノに向かっている楽曲もあるが、音源は各アルバム（『Ordinary』『LABYRINTH』『来生たかお』）に収録されたものが使われている。
1984年12月1日には、ポール・モーリアのプロデュース・全編曲による企画アルバム『LABYRINTH』を発表している。

## パッケージの体裁

### アルバムタイトル
帯は“ラビリンス 来生たかお with ポール・モーリア”となっている。

## 収録曲
VHS版・VHD版・LD版
1. 無口な夜
  - 作詞：来生えつこ / 作曲：来生たかお / 編曲：福井峻
  - ピアノに向かう来生自身の映像に、第14弾オリジナル・シングル（1983年3月1日リリース）の音源がミックスされている。
  - 楽曲の詳細は『来生たかお作品集 Times Go By』を参照。
2. めぐり逢い
  - 作詞：来生えつこ / 作曲：来生たかお / 編曲：ポール・モーリア
  - ハンドマイクを手にした来生に、イメージ映像（ステージ・風景）と企画アルバム『LABYRINTH』収録の音源がミックスされている。
  - 楽曲の詳細は企画アルバム『LABYRINTH』を参照。
3. あしたの風
  - 作詞：来生えつこ / 作曲：来生たかお / 編曲：ポール・モーリア
  - ピアノに向かう来生とオーケストラに、イメージ映像（ステージ・風景）と企画アルバム『LABYRINTH』収録の音源がミックスされている。
  - 楽曲の詳細は企画アルバム『LABYRINTH』を参照。
4. 星のくちびる
  - 作詞：来生えつこ / 作曲：来生たかお / 編曲：ポール・モーリア
  - ピアノに向かう来生とオーケストラに、イメージ映像（ステージ・風景）と企画アルバム『LABYRINTH』収録の音源がミックスされている。
  - 楽曲の詳細は企画アルバム『LABYRINTH』を参照。
5. デイ・ブレイク
  - 作詞：来生えつこ / 作曲：来生たかお / 編曲：ポール・モーリア
  - ハンドマイクで歌う来生に、イメージ映像（ステージ・風景）がミックスされている。
  - 楽曲の詳細は企画アルバム『LABYRINTH』を参照。
6. 逢瀬
  - 作詞：来生えつこ / 作曲：来生たかお / 編曲：ポール・モーリア
  - ハンドマイクで歌う来生に、イメージ映像（ステージ・風景）がミックスされている。
  - 楽曲の詳細は企画アルバム『LABYRINTH』を参照。
7. 白いラビリンス（迷い）
  - 作詞：来生えつこ / 作曲：来生たかお / 編曲：ポール・モーリア
  - スツールに腰掛け、ハンドマイクで歌っている。
  - 楽曲の詳細は企画アルバム『LABYRINTH』を参照。
8. セカンド・ラブ
  - 作詞：来生えつこ / 作曲：来生たかお / 編曲：ポール・モーリア
  - ハンドマイクで歌っている。
  - 楽曲の詳細は企画アルバム『Visitor』を参照。
9. さよならのエチュード
  - 作詞：来生えつこ / 作曲：来生たかお / 編曲：ポール・モーリア
  - ピアノに向かう来生とオーケストラに、イメージ映像（ステージ・風景）と企画アルバム『LABYRINTH』収録の音源がミックスされている。
  - 楽曲の詳細は企画アルバム『LABYRINTH』を参照。
10. シルエット・ロマンス
  - 作詞：来生えつこ / 作曲：来生たかお / 編曲：ポール・モーリア
  - ハンドマイクで歌っている。
  - 楽曲の詳細は企画アルバム『Visitor』を参照。
11. GOODBYE-DAY
  - 作詞：来生えつこ / 作曲：来生たかお / 編曲：松井忠重
  - ピアノに向かう来生自身の映像に、企画アルバム『来生たかお』収録の音源がミックスされている。
  - 楽曲の詳細は企画アルバム『来生たかお』、オリジナル・アルバム『Sparkle』を参照。なお、オリジナルのタイトル表記は「Goodbye Day」である。

## 参加ミュージシャン
- 指揮：ポール・モーリア
- 演奏：ポール・モーリア・オーケストラ

## 参加スタッフ
- Producers：多賀英典（Kitty Music）、嵐田三郎（Kyodo Tokyo）
- Soundtrack Producer：Paul Maruriat
- Director：Masato Hasegawa（JVC）
- Associate Director：Hideaki Ogura
- Photography：Akira Shiihashi
- Package Design：Takayuki Minegishi
- Special Thanks To キョードー東京、キョードー大阪